# Clémentine (téléfilm, 1982)
Pour les articles homonymes, voir Clémentine (homonymie).
Clémentine est un téléfilm français de Roger Kahane, réalisé en 1982.

## Synopsis
Un couple chez qui un journaliste de télévision est venu réaliser un reportage sur les bébés éprouvettes subit le comportement impudique de l’équipe de tournage.